# Circoscrizione Lombardia 3 (1993)
La circoscrizione Lombardia 3 è stata una circoscrizione elettorale italiana per l'elezione della Camera dei deputati; istituita dalla legge 4 agosto 1993, n. 277 (cosiddetta «legge Mattarella») e confermata dalla legge 21 dicembre 2005, n. 270 (cosiddetta «legge Calderoli»), comprendeva le province di Cremona, Lodi, Mantova e Pavia.
Rispetto all'assetto precedente, sostituiva la circoscrizione Milano-Pavia, limitatamente alla provincia di Pavia e alla provincia di Lodi (costituita tramite scorporo dalla provincia di Milano, la quale venne invece a coincidere con la circoscrizione Lombardia 1) e la circoscrizione Mantova-Cremona.
Nel 2017 il territorio ricompreso nella circoscrizione è stato inglobato, insieme a porzioni della città metropolitana di Milano e della provincia di Brescia, nella nuova circoscrizione Lombardia 4; contestualmente è stata istituita una nuova circoscrizione Lombardia 3, comprendente parte della provincia di Brescia e parte della provincia di Bergamo (già appartenenti, nella loro integrità, alla previgente circoscrizione Lombardia 2, insieme alle province di Como, Lecco, Sondrio e Varese).

## Dal 1993 al 2005

### Collegi uninominali
| Mappa | Collegio                      | Province e comuni |
| ----- | ----------------------------- | --- |
|       | 1. Pavia                      | - Albuzzano - Bascapè - Belgioioso - Borgarello - Bornasco - Ceranova - Certosa di Pavia - Chignolo Po - Copiano - Corteolona - Cura Carpignano - Filighera - Genzone - Gerenzago - Giussago - Inverno e Monteleone - Landriano - Lardirago - Linarolo - Magherno - Marzano - Miradolo Terme - Pavia - Roncaro - San Genesio ed Uniti - Santa Cristina e Bissone - Sant'Alessio con Vialone - Siziano - Torre d'Arese - Torre de' Negri - Torrevecchia Pia - Valle Salimbene - Vidigulfo - Villanterio - Vistarino - Zeccone |
|       | 2. Vigevano                   | - Alagna - Battuda - Bereguardo - Borgo San Siro - Casorate Primo - Cassolnovo - Cilavegna - Gambolò - Garlasco - Gravellona Lomellina - Marcignago - Ottobiano - Parona - Rognano - Scaldasole - Torre d'Isola - Trivolzio - Tromello - Trovo - Valeggio - Vellezzo Bellini - Vigevano - Zerbolò |
|       | 3. Mortara                    | - Albonese - Bastida de' Dossi - Bastida Pancarana - Breme - Bressana Bottarone - Candia Lomellina - Carbonara al Ticino - Casatisma - Casei Gerola - Castelletto di Branduzzo - Castello d'Agogna - Castelnovetto - Cava Manara - Ceretto Lomellina - Cergnago - Cervesina - Confienza - Corana - Cornale - Cozzo - Dorno - Ferrera Erbognone - Frascarolo - Galliavola - Gambarana - Gropello Cairoli - Langosco - Lomello - Lungavilla - Mede - Mezzana Bigli - Mezzana Rabattone - Mezzanino - Mortara - Nicorvo - Olevano di Lomellina - Palestro - Pancarana - Pieve Albignola - Pieve del Cairo - Pinarolo Po - Pizzale - Rea - Robbio - Rosasco - San Giorgio di Lomellina - San Martino Siccomario - Sannazzaro de' Burgondi - Sant'Angelo Lomellina - Sartirana Lomellina - Semiana - Silvano Pietra - Sommo - Suardi - Torre Beretti e Castellaro - Travacò Siccomario - Valle Lomellina - Velezzo Lomellina - Verretto - Verrua Po - Villa Biscossi - Villanova d'Ardenghi - Zeme - Zinasco                                                   |
|       | 4. Voghera                    | - Albaredo Arnaboldi - Arena Po - Badia Pavese - Bagnaria - Barbianello - Borgo Priolo - Borgoratto Mormorolo - Bosnasco - Brallo di Pregola - Broni - Calvignano - Campospinoso - Canevino - Canneto Pavese - Casanova Lonati - Castana - Casteggio - Cecima - Cigognola - Codevilla - Corvino San Quirico - Costa de' Nobili - Fortunago - Godiasco - Golferenzo - Lirio - Menconico - Montù Beccaria - Montalto Pavese - Montebello della Battaglia - Montecalvo Versiggia - Montescano - Montesegale - Monticelli Pavese - Mornico Losana - Oliva Gessi - Pietra de' Giorgi - Pieve Porto Morone - Ponte Nizza - Portalbera - Redavalle - Retorbido - Rivanazzano Terme - Robecco Pavese - Rocca de' Giorgi - Rocca Susella - Romagnese - Rovescala - Ruino - San Cipriano Po - San Damiano al Colle - San Zenone al Po - Santa Giuletta - Santa Margherita di Staffora - Santa Maria della Versa - Spessa - Stradella - Torrazza Coste - Torricella Verzate - Val di Nizza - Valverde - Varzi - Voghera - Volpara - Zavattarello - Zenevredo - Zerbo |
|       | 5. Lodi                       | - Abbadia Cerreto - Boffalora d'Adda - Borghetto Lodigiano - Borgo San Giovanni - Brembio - Casaletto Lodigiano - Casalmaiocco - Caselle Lurani - Castiraga Vidardo - Cavenago d'Adda - Cervignano d'Adda - Comazzo - Cornegliano Laudense - Corte Palasio - Crespiatica - Galgagnano - Graffignana - Guardamiglio - Livraga - Lodi - Lodi Vecchio - Marudo - Massalengo - Merlino - Montanaso Lombardo - Mulazzano - Orio Litta - Ospedaletto Lodigiano - Ossago Lodigiano - Pieve Fissiraga - Salerano sul Lambro - San Martino in Strada - San Rocco al Porto - Sant'Angelo Lodigiano - Secugnago - Senna Lodigiana - Somaglia - Sordio - Tavazzano con Villavesco - Valera Fratta - Villanova del Sillaro - Zelo Buon Persico |
|       | 6. Crema                      | - Agnadello - Bagnolo Cremasco - Bertonico - Camairago - Capergnanica - Casaletto Ceredano - Casalpusterlengo - Caselle Landi - Castelnuovo Bocca d'Adda - Castiglione d'Adda - Cavacurta - Chieve - Codogno - Corno Giovine - Cornovecchio - Credera Rubbiano - Crema - Dovera - Fombio - Maccastorna - Mairago - Maleo - Meleti - Monte Cremasco - Montodine - Moscazzano - Palazzo Pignano - Pandino - Rivolta d'Adda - San Fiorano - Santo Stefano Lodigiano - Spino d'Adda - Terranova dei Passerini - Torlino Vimercati - Turano Lodigiano - Vaiano Cremasco - Vailate |
|       | 7. Soresina                   | - Acquanegra Cremonese - Annicco - Azzanello - Bordolano - Camisano - Campagnola Cremasca - Cappella Cantone - Capralba - Casalbuttano ed Uniti - Casale Cremasco-Vidolasco - Casaletto di Sopra - Casaletto Vaprio - Casalmorano - Castel Gabbiano - Castelleone - Castelverde - Castelvisconti - Cicognolo - Corte de' Cortesi con Cignone - Corte de' Frati - Cremosano - Crotta d'Adda - Cumignano sul Naviglio - Fiesco - Formigara - Gabbioneta-Binanuova - Genivolta - Gombito - Grontardo - Grumello Cremonese ed Uniti - Izano - Madignano - Offanengo - Olmeneta - Ostiano - Paderno Ponchielli - Persico Dosimo - Pescarolo ed Uniti - Pessina Cremonese - Pianengo - Pieranica - Pizzighettone - Pozzaglio ed Uniti - Quintano - Ricengo - Ripalta Arpina - Ripalta Cremasca - Ripalta Guerina - Robecco d'Oglio - Romanengo - Salvirola - San Bassano - Scandolara Ripa d'Oglio - Sergnano - Sesto ed Uniti - Soncino - Soresina - Spinadesco - Ticengo - Trescore Cremasco - Trigolo - Volongo                                              |
|       | 8. Cremona                    | - Bonemerse - Ca' d'Andrea - Calvatone - Cappella de' Picenardi - Casalmaggiore - Casteldidone - Cella Dati - Cingia de' Botti - Cremona - Derovere - Drizzona - Gadesco-Pieve Delmona - Gerre de' Caprioli - Gussola - Isola Dovarese - Malagnino - Martignana di Po - Motta Baluffi - Piadena - Pieve d'Olmi - Pieve San Giacomo - Rivarolo del Re ed Uniti - San Daniele Po - San Giovanni in Croce - San Martino del Lago - Scandolara Ravara - Solarolo Rainerio - Sospiro - Spineda - Stagno Lombardo - Tornata - Torre de' Picenardi - Torricella del Pizzo - Vescovato - Voltido |
|       | 9. Castiglione delle Stiviere | - Acquanegra sul Chiese - Asola - Canneto sull'Oglio - Casalmoro - Casaloldo - Casalromano - Castel Goffredo - Castelbelforte - Castiglione delle Stiviere - Cavriana - Ceresara - Gazoldo degli Ippoliti - Goito - Guidizzolo - Mariana Mantovana - Marmirolo - Medole - Monzambano - Piubega - Ponti sul Mincio - Porto Mantovano - Redondesco - Rodigo - Roverbella - Solferino - Volta Mantovana |
|       | 10. Mantova                   | - Bagnolo San Vito - Bigarello - Borgo Virgilio - Bozzolo - Castel d'Ario - Castellucchio - Commessaggio - Curtatone - Gazzuolo - Mantova - Marcaria - Rivarolo Mantovano - Roncoferraro - Sabbioneta - San Giorgio di Mantova - San Martino dall'Argine - Villimpenta |
|       | 11. Suzzara                   | - Borgofranco sul Po - Carbonara di Po - Dosolo - Felonica - Gonzaga - Magnacavallo - Moglia - Motteggiana - Ostiglia - Pegognaga - Pieve di Coriano - Poggio Rusco - Pomponesco - Quingentole - Quistello - Revere - San Benedetto Po - San Giacomo delle Segnate - San Giovanni del Dosso - Schivenoglia - Sermide - Serravalle a Po - Sustinente - Suzzara - Viadana - Villa Poma |

### XII legislatura

#### Risultati elettorali
| Coalizioni                   | Liste                              | Proporzionale | Proporzionale | Proporzionale | Maggioritario | Maggioritario | Maggioritario |
| Coalizioni                   | Liste                              | Voti          | %             | Seggi         | Voti          | %             | Seggi         |
| ---------------------------- | ---------------------------------- | ------------- | ------------- | ------------- | ------------- | ------------- | ------------- |
| Polo delle Libertà           | Forza Italia                       | 274.530       | 26,64         | 1             | 517.811       | 51,29         | 10            |
| Polo delle Libertà           | Lega Nord                          | 192.266       | 18,65         | 1             | 517.811       | 51,29         | 10            |
| Progressisti                 | Partito Democratico della Sinistra | 189.989       | 18,43         | 1             | 290.701       | 28,79         | 1             |
| Progressisti                 | Rifondazione Comunista             | 66.869        | 6,49          | -             | 290.701       | 28,79         | 1             |
| Progressisti                 | Partito Socialista Italiano        | 21.559        | 2,09          | -             | 290.701       | 28,79         | 1             |
| Progressisti                 | Alleanza Democratica               | 13.200        | 1,28          | -             | 290.701       | 28,79         | 1             |
| Progressisti                 | La Rete                            | 9.129         | 0,89          | -             | 290.701       | 28,79         | 1             |
| Patto per l'Italia           | Partito Popolare Italiano          | 140.546       | 13,64         | 1             | 112.615       | 11,15         | -             |
| Alleanza Nazionale           | Alleanza Nazionale                 | 61.145        | 5,93          | -             | 66.086        | 6,55          | -             |
| Lista Pannella - Riformatori | Lista Pannella - Riformatori       | 43.898        | 4,26          | -             | 22.412        | 2,22          | -             |
| Lega Alpina Lumbarda         | Lega Alpina Lumbarda               | 17.555        | 1,70          | -             | N.D.          | N.D.          | N.D.          |
| Totale                       | Totale                             | 1.030.686     |               | 4             | 1.009.625     |               | 11            |

#### Eletti

##### Parte maggioritaria
Eletti nel Polo delle Libertà (FI - LN)
     Eletti nei Progressisti (PDS - PRC - FdV - PSI - Rete - AD)
| Collegio                   | Deputato | Deputato                       | Partito | Partito                      |
| -------------------------- | -------- | ------------------------------ | ------- | ---------------------------- |
| Pavia                      |          | Enzo Ravetta                   |         | Lega Nord                    |
| Vigevano                   |          | Giancarlo Malvestito           |         | Lega Nord                    |
| Mortara                    |          | Giacomo De Ghislanzoni Cardoli |         | Forza Italia                 |
| Voghera                    |          | Luisella Cavallini             |         | Lega Nord                    |
| Lodi                       |          | Andrea Gibelli                 |         | Lega Nord                    |
| Crema                      |          | Emanuele Basile                |         | Lega Nord                    |
| Soresina                   |          | Lorenzo Strik Lievers          |         | Lista Pannella - Riformatori |
| Cremona                    |          | Giacomo Galli                  |         | Forza Italia                 |
| Castiglione delle Stiviere |          | Uber Anghinoni                 |         | Lega Nord                    |
| Mantova                    |          | Tiziana Parenti                |         | Forza Italia                 |
| Suzzara                    |          | Willer Bordon                  |         | Alleanza Democratica         |

##### Parte proporzionale
| Forza Italia                           | Lega Nord                                           | Partito Democratico della Sinistra | Partito Popolare Italiano |
| -------------------------------------- | --------------------------------------------------- | ---------------------------------- | ------------------------- |
|                                        |                                                     |                                    |                           |
| - → Tiziana Parenti - Roberto Cipriani | - → Luigi Negri - → Irene Pivetti - Andrea Merlotti | - Marco Pezzoni                    | - Gabriele Calvi          |

1. ↑  Optante per la circoscrizione Lombardia 3, collegio n. 10 - Mantova
2. ↑  Optante per la circoscrizione Lombardia 1, collegio n. 2 - Milano 2
3. ↑  Optante per la circoscrizione Lombardia 1, collegio n. 10 - Milano 10
4. ↑  Esponente di Forza Italia; eletto tramite recupero proporzionale, in forza del collegamento tra candidatura uninominale (collegio n. 11 - Suzzara) e le liste Forza Italia e Lega Nord, stante la determinazione, a vantaggio della Lega Nord, di un seggio sovrannumerario rispetto alle candidature presentate nella quota proporzionale

### XIII legislatura

#### Risultati elettorali
| Coalizioni             | Liste                              | Proporzionale | Proporzionale | Proporzionale | Maggioritario | Maggioritario | Maggioritario |
| Coalizioni             | Liste                              | Voti          | %             | Seggi         | Voti          | %             | Seggi         |
| ---------------------- | ---------------------------------- | ------------- | ------------- | ------------- | ------------- | ------------- | ------------- |
| Polo per le Libertà    | Forza Italia                       | 227.391       | 22,56         | 1             | 362.486       | 36,34         | 5             |
| Polo per le Libertà    | Alleanza Nazionale                 | 106.783       | 10,59         | -             | 362.486       | 36,34         | 5             |
| Polo per le Libertà    | CCD-CDU                            | 50.424        | 5,00          | -             | 362.486       | 36,34         | 5             |
| L'Ulivo                | Partito Democratico della Sinistra | 191.166       | 18,96         | 1             | 400.511       | 40,15         | 6             |
| L'Ulivo                | Popolari per Prodi                 | 70.096        | 6,95          | -             | 400.511       | 40,15         | 6             |
| L'Ulivo                | Rinnovamento Italiano              | 46.742        | 4,64          | -             | 400.511       | 40,15         | 6             |
| L'Ulivo                | Federazione dei Verdi              | 23.511        | 2,33          | -             | 400.511       | 40,15         | 6             |
| Lega Nord              | Lega Nord                          | 212.832       | 21,11         | 1             | 234.424       | 23,50         | -             |
| Rifondazione Comunista | Rifondazione Comunista             | 79.113        | 7,85          | 1             | N.D.          | N.D.          | N.D.          |
| Totale                 | Totale                             | 1.008.058     |               | 4             | 997.421       |               | 11            |

#### Eletti

##### Parte maggioritaria
Eletti nell'Ulivo (DS - P-S-P-U-P - RI - FdV)
     Eletti nel Polo per le Libertà (FI - AN - CCD-CDU)
| Collegio                   | Deputato | Deputato                       | Partito |
| -------------------------- | -------- | ------------------------------ | ------- |
| Pavia                      |          | Stefano Losurdo                |         |
| Vigevano                   |          | Mario Masiero                  |         |
| Mortara                    |          | Giacomo De Ghislanzoni Cardoli |         |
| Voghera                    |          | Luigi Gastaldi                 |         |
| Lodi                       |          | Umberto Giovine                |         |
| Crema                      |          | Gianni Risari                  |         |
| Soresina                   |          | Sergio Trabattoni              |         |
| Cremona                    |          | Marco Pezzoni                  |         |
| Castiglione delle Stiviere |          | Diego Masi                     |         |
| Mantova                    |          | Ruggero Ruggeri                |         |
| Suzzara                    |          | Franco Raffaldini              |         |

##### Parte proporzionale
| Forza Italia         | Lega Nord              | Partito Democratico della Sinistra | Rifondazione Comunista |
| -------------------- | ---------------------- | ---------------------------------- | ---------------------- |
|                      |                        |                                    |                        |
| - Marcello Dell'Utri | - Giancarlo Pagliarini | - Piera Capitelli                  | - Edo Rossi            |

### XIV legislatura

#### Risultati elettorali
| Coalizioni             | Liste                   | Proporzionale | Proporzionale | Proporzionale | Maggioritario | Maggioritario | Maggioritario |
| Coalizioni             | Liste                   | Voti          | %             | Seggi         | Voti          | %             | Seggi         |
| ---------------------- | ----------------------- | ------------- | ------------- | ------------- | ------------- | ------------- | ------------- |
| Casa delle Libertà     | Forza Italia            | 319.689       | 33,02         | 2             | 472.294       | 49,07         | 9             |
| Casa delle Libertà     | Lega Nord               | 82.937        | 8,58          | -             | 472.294       | 49,07         | 9             |
| Casa delle Libertà     | Alleanza Nazionale      | 82.821        | 8,57          | 1             | 472.294       | 49,07         | 9             |
| Casa delle Libertà     | CCD-CDU                 | 23.863        | 2,47          | -             | 472.294       | 49,07         | 9             |
| L'Ulivo                | Democratici di Sinistra | 179.706       | 18,60         | 1             | 408.455       | 42,44         | 2             |
| L'Ulivo                | La Margherita           | 100.033       | 10,35         | -             | 408.455       | 42,44         | 2             |
| L'Ulivo                | Il Girasole             | 19.310        | 2,00          | -             | 408.455       | 42,44         | 2             |
| L'Ulivo                | Comunisti Italiani      | 16.052        | 1,66          | -             | 408.455       | 42,44         | 2             |
| Rifondazione Comunista | Rifondazione Comunista  | 58.706        | 6,08          | -             | N.D.          | N.D.          | N.D.          |
| Italia dei Valori      | Italia dei Valori       | 39.010        | 4,04          | -             | 41.644        | 4,33          | -             |
| Lista Emma Bonino      | Lista Emma Bonino       | 25.630        | 2,65          | -             | 17.557        | 1,82          | -             |
| Democrazia Europea     | Democrazia Europea      | 15.937        | 1,65          | -             | 22.508        | 2,34          | -             |
| Paese Nuovo            | Paese Nuovo             | 1.760         | 0,18          | -             | N.D.          | N.D.          | N.D.          |
| Abolizione Scorporo    | Abolizione Scorporo     | 767           | 0,08          | -             | N.D.          | N.D.          | N.D.          |
| Totale                 | Totale                  | 966.221       |               | 4             | 962.458       |               | 11            |

#### Eletti

##### Parte maggioritaria
Eletti nella Casa delle Libertà (FI - AN - LN - CCD-CDU)
     Eletti nell'Ulivo (DS - DL - Girasole - PdCI)
| Collegio                   | Deputato | Deputato                       | Partito |
| -------------------------- | -------- | ------------------------------ | ------- |
| Pavia                      |          | Stefano Losurdo                |         |
| Vigevano                   |          | Cesare Ercole                  |         |
| Mortara                    |          | Giacomo De Ghislanzoni Cardoli |         |
| Voghera                    |          | Luigi Gastaldi                 |         |
| Lodi                       |          | Vittorio Emanuele Falsitta     |         |
| Crema                      |          | Andrea Gibelli                 |         |
| Soresina                   |          | Giovanni Jacini                |         |
| Cremona                    |          | Antonio Giuseppe Maria Verro   |         |
| Castiglione delle Stiviere |          | Bruno Tabacci                  |         |
| Mantova                    |          | Ruggero Ruggeri                |         |
| Suzzara                    |          | Franco Raffaldini              |         |

##### Parte proporzionale
| Forza Italia                             | Democratici di Sinistra | Alleanza Nazionale  |
| ---------------------------------------- | ----------------------- | ------------------- |
|                                          |                         |                     |
| - Alfredo Biondi - Maria Gabriella Pinto | - Piera Capitelli       | - Daniela Santanchè |

## Dal 2005 al 2017

### XV legislatura

#### Risultati elettorali
|                               | Forza Italia                                      | 260 629   | 25,98 | 3  |  |  |  |  |  |
|                               | Alleanza Nazionale                                | 103 116   | 10,28 | 1  |  |  |  |  |  |
|                               | Lega Nord – MPA                                   | 98 511    | 9,82  | 2  |  |  |  |  |  |
|                               | Unione dei Democratici Cristiani e di Centro      | 57 999    | 5,78  | 1  |  |  |  |  |  |
|                               | Alternativa Sociale                               | 6 881     | 0,69  | –  |  |  |  |  |  |
|                               | Fiamma Tricolore                                  | 6 601     | 0,66  | –  |  |  |  |  |  |
|                               | Democrazia Cristiana per le Autonomie – Nuovo PSI | 5 871     | 0,59  | –  |  |  |  |  |  |
|                               | Totale coalizione                                 | 539 608   | 53,78 | 7  |  |  |  |  |  |
|                               | L'Ulivo                                           | 303 033   | 30,20 | 6  |  |  |  |  |  |
|                               | Partito della Rifondazione Comunista              | 54 557    | 5,44  | 1  |  |  |  |  |  |
|                               | Partito dei Comunisti Italiani                    | 23 735    | 2,37  | –  |  |  |  |  |  |
|                               | Rosa nel Pugno                                    | 22 027    | 2,20  | –  |  |  |  |  |  |
|                               | Partito Pensionati                                | 20 716    | 2,06  | –  |  |  |  |  |  |
|                               | Italia dei Valori                                 | 17 654    | 1,76  | –  |  |  |  |  |  |
|                               | Federazione dei Verdi                             | 17 172    | 1,71  | –  |  |  |  |  |  |
|                               | Popolari UDEUR                                    | 4 838     | 0,48  | 1  |  |  |  |  |  |
|                               | Totale coalizione                                 | 463 732   | 46,22 | 8  |  |  |  |  |  |
| Totale                        | Totale                                            | 1 003 340 | 100   | 15 |  |  |  |  |  |
|                               |                                                   |           |       |    |  |  |  |  |  |
| Voti non validi               | Voti non validi                                   | 29 900    | 2,89  |    |  |  |  |  |  |
| Votanti                       | Votanti                                           | 1 033 240 | 87,44 |    |  |  |  |  |  |
| Elettori                      | Elettori                                          | 1 181 665 |       |    |  |  |  |  |  |
|                               |                                                   |           |       |    |  |  |  |  |  |
| Fonte: Ministero dell'interno |                                                   |           |       |    |  |  |  |  |  |

#### Eletti
| L'Ulivo | Partito della Rifondazione Comunista   | Udeur              |
| --- | -------------------------------------- | ------------------ |
| |                                        |                    |
| - → Barbara Pollastrini - Francesco Saverio Garofani - Angelo Zucchi - Gianfranco Burchiellaro - Ruggero Ruggeri - Cinzia Fontana - Sandra Cioffi | - → Fausto Bertinotti - Alberto Burgio | - Francesco Adenti |

| Forza Italia                                                                                  | Lega Nord - MPA                                    | Alleanza Nazionale                      | Unione di Centro                                                 |
| --------------------------------------------------------------------------------------------- | -------------------------------------------------- | --------------------------------------- | ---------------------------------------------------------------- |
|                                                                                               |                                                    |                                         |                                                                  |
| - → Silvio Berlusconi - → Giulio Tremonti - Maurizio Bernardo - Chiara Moroni - Antonio Verro | - → Umberto Bossi - Andrea Gibelli - Giovanni Fava | - → Gianfranco Fini - Daniela Santanchè | - → Pier Ferdinando Casini - → Michele Vietti - Pietro Marcazzan |

1. ↑  Opta per la circoscrizione Lombardia 1
2. ↑  Opta per la circoscrizione Piemonte 2
3. ↑  Opta per la circoscrizione Campania 1
4. ↑  Opta per la circoscrizione Calabria
5. ↑  Opta per il Parlamento europeo
6. ↑  Opta per la circoscrizione Emilia-Romagna
7. ↑  Opta per la circoscrizione Lombardia 1
8. ↑  Opta per la circoscrizione Piemonte 1

### XVI legislatura

#### Risultati elettorali
|                               | Il Popolo della Libertà               | 326 333   | 33,61 | 6  |  |  |  |  |  |
|                               | Lega Nord                             | 178 079   | 18,34 | 3  |  |  |  |  |  |
|                               | Totale coalizione                     | 504 412   | 51,95 | 9  |  |  |  |  |  |
|                               | Partito Democratico                   | 299 810   | 30,88 | 5  |  |  |  |  |  |
|                               | Italia dei Valori                     | 31 010    | 3,19  | –  |  |  |  |  |  |
|                               | Totale coalizione                     | 330 820   | 34,07 | 5  |  |  |  |  |  |
|                               | Unione di Centro                      | 43 645    | 4,49  | 1  |  |  |  |  |  |
|                               | La Sinistra l'Arcobaleno              | 27 514    | 2,83  | –  |  |  |  |  |  |
|                               | La Destra - Fiamma Tricolore          | 22 638    | 2,33  | –  |  |  |  |  |  |
|                               | Partito Comunista dei Lavoratori      | 9 098     | 0,94  | –  |  |  |  |  |  |
|                               | Partito Socialista                    | 8 221     | 0,85  | –  |  |  |  |  |  |
|                               | Forza Nuova                           | 5 079     | 0,52  | –  |  |  |  |  |  |
|                               | Associazione per la Difesa della Vita | 4 454     | 0,46  | –  |  |  |  |  |  |
|                               | Sinistra Critica                      | 4 452     | 0,46  | –  |  |  |  |  |  |
|                               | Partito Liberale Italiano             | 4 523     | 0,47  | –  |  |  |  |  |  |
|                               | Per il Bene Comune                    | 3 589     | 0,37  | –  |  |  |  |  |  |
|                               | Unione Democratica per i Consumatori  | 2 592     | 0,27  | –  |  |  |  |  |  |
| Totale                        | Totale                                | 971 037   | 100   | 15 |  |  |  |  |  |
|                               |                                       |           |       |    |  |  |  |  |  |
| Voti non validi               | Voti non validi                       | 30 696    | 3,06  |    |  |  |  |  |  |
| Votanti                       | Votanti                               | 1 001 733 | 84,49 |    |  |  |  |  |  |
| Elettori                      | Elettori                              | 1 185 672 |       |    |  |  |  |  |  |
|                               |                                       |           |       |    |  |  |  |  |  |
| Fonte: Ministero dell'interno |                                       |           |       |    |  |  |  |  |  |

#### Eletti
| Il Popolo della Libertà | Partito Democratico                                                                | Lega Nord                                                            | Unione di Centro                                   |
| --- | ---------------------------------------------------------------------------------- | -------------------------------------------------------------------- | -------------------------------------------------- |
| |                                                                                    |                                                                      |                                                    |
| - → Silvio Berlusconi - → Gianfranco Fini - Gian Carlo Abelli - Massimo Corsaro - Maurizio Bernardo - Chiara Moroni - Andrea Orsini - Carlo Nola | - Antonello Soro - Luciano Pizzetti - Maurizio Turco - Angelo Zucchi - Marco Carra | - → Umberto Bossi - Andrea Gibelli - Giovanni Fava - Alberto Torazzi | - → Pier Ferdinando Casini - Anna Teresa Formisano |

1. ↑  Opta per la circoscrizione Molise
2. ↑  Opta per la circoscrizione Emilia-Romagna
3. ↑  Opta per la circoscrizione Lombardia 1
4. ↑  Opta per la circoscrizione Liguria

### XVII legislatura

#### Risultati elettorali
|                               | Il Popolo della Libertà       | 196 392   | 21,78 | 2  |  |  |  |  |  |
|                               | Lega Nord                     | 98 120    | 10,88 | 1  |  |  |  |  |  |
|                               | Fratelli d'Italia             | 17 493    | 1,94  | 1  |  |  |  |  |  |
|                               | Grande Sud – MPA              | 715       | 0,08  | –  |  |  |  |  |  |
|                               | Totale coalizione             | 312 720   | 34,68 | 4  |  |  |  |  |  |
|                               | Partito Democratico           | 248 016   | 27,50 | 8  |  |  |  |  |  |
|                               | Sinistra Ecologia Libertà     | 19 056    | 2,11  | 1  |  |  |  |  |  |
|                               | Centro Democratico            | 2 901     | 0,32  | –  |  |  |  |  |  |
|                               | Totale coalizione             | 269 973   | 29,94 | 9  |  |  |  |  |  |
|                               | Movimento 5 Stelle            | 191 195   | 21,20 | 2  |  |  |  |  |  |
|                               | Scelta Civica                 | 78 271    | 8,68  | 1  |  |  |  |  |  |
|                               | Unione di Centro              | 11 764    | 1,30  | –  |  |  |  |  |  |
|                               | Futuro e Libertà per l'Italia | 3 044     | 0,34  | –  |  |  |  |  |  |
|                               | Totale coalizione             | 93 079    | 10,32 | 1  |  |  |  |  |  |
|                               | Fare per Fermare il Declino   | 15 125    | 1,68  | –  |  |  |  |  |  |
|                               | Rivoluzione Civile            | 14 665    | 1,63  | –  |  |  |  |  |  |
|                               | Forza Nuova                   | 5 069     | 0,56  | –  |  |  |  |  |  |
| Totale                        | Totale                        | 901 826   | 100   | 16 |  |  |  |  |  |
|                               |                               |           |       |    |  |  |  |  |  |
| Voti non validi               | Voti non validi               | 36 220    | 3,86  |    |  |  |  |  |  |
| Votanti                       | Votanti                       | 938 046   | 79,54 |    |  |  |  |  |  |
| Elettori                      | Elettori                      | 1 179 406 |       |    |  |  |  |  |  |
|                               |                               |           |       |    |  |  |  |  |  |
| Fonte: Ministero dell'interno |                               |           |       |    |  |  |  |  |  |

#### Eletti
| Partito Democratico | Il Popolo della Libertà          | Movimento 5 Stelle                   |
| --- | -------------------------------- | ------------------------------------ |
| |                                  |                                      |
| - Cinzia Fontana - Alan Ferrari - Marco Carra - Matteo Colaninno - Lorenzo Guerini - Rosa Maria Villecco - Chiara Scuvera - Giovanna Martelli | - Daniela Santanchè - Paolo Alli | - Alberto Zolezzi - Danilo Toninelli |
| Sinistra Ecologia Libertà | Lega Nord                        | Scelta Civica                        |
| |                                  |                                      |
| - → Nichi Vendola - Franco Bordo | - Giovanni Fava                  | - Andrea Mazziotti di Celso          |
| - → Nichi Vendola - Franco Bordo | Fratelli d'Italia                | - Andrea Mazziotti di Celso          |
| - → Nichi Vendola - Franco Bordo |                                  | - Andrea Mazziotti di Celso          |
| - → Nichi Vendola - Franco Bordo | - Giorgia Meloni                 | - Andrea Mazziotti di Celso          |

1. ↑  Opta per la circoscrizione Puglia